# Маслогостицы
Маслогостицы — деревня в Псковском районе Псковской области. Входит в состав Серёдкинской волости. 
Расположена в 33 километрах к северу от Пскова и в 11 км к северу от деревни Верхолино; восточнее деревни Заборовка и в 4 км к югу от села Серёдка.

## Население
Численность населения деревни по состоянию на 2000 год составляла 4 жителя.

## История
До 1916 года название «Маслогостицы» было наименованием современного села Серёдка. В период существования железной дороги Псков — Гдов (до 1944 года) при селе была одноимённая железнодорожная станция Маслогостицы, которая располагалась посередине между станциями Ямм и Псковом. Закрепившееся название «Серёдка» было официально закреплено за селом 16 июля 1916 года, а станция сохранила и переняла старое название «Маслогостицы», после 1944 года превратившись из станции в деревню.
До 1 января 2010 года деревня входила в состав ныне упразднённой Верхолинской волости.
В деревне родился Герой Советского Союза Александр Сидорович.

## Топографические карты
- Лист карты O-35-XVII Новоселье. Масштаб: 1 : 200 000. Издание 1980 г.